# Ross Freeman
Ross Freeman (Michigão, 1944 — 1989) foi um engenheiro estadunidense.
Foi um dos fundadores da Xilinx, em 1984, que criou o FPGA, e um ano depois inventou o primeiro "Field Programmable Gate Array". A invenção de Freeman - patente 4.870.302 - é um chip de computador repleto de 'portas abertas' que os engenheiros podem reprogramar de acordo com as necessidades de adicionar novas funcionalidades, se adaptarem a normas ou especificações ou fazer mudanças de projeto de última hora.